# 坂本休
坂本 休（さかもと やすむ、1930年10月8日 - ）は、大分県日田郡中津江村の自治体としての同村の最後の村長。最終学歴は中津江村国民学校卒業。自称「日本人のカメルーン人」。

## 人物
日田市中津江村栃野在住。
自らが村長を務めていた当時の2002年、中津江村が2002 FIFAワールドカップ（W杯）でカメルーン代表のキャンプ地に選ばれたが、カメルーン選手団の中津江村入りが予定より5日も遅れたことで村とともに坂本の名も全国に知れ渡った。「W杯（中津江村）」は2002年の新語・流行語大賞年間大賞に選ばれ、坂本もその受賞者となった。
W杯後も大分スポーツ公園総合競技場（ビッグアイ、現：昭和電工ドーム大分）で開催された日本代表対カメルーン代表の親善試合（キリンチャレンジカップ）に顔を出したり、自身がカメルーンを訪問し、友好都市であるメヨメサラ市にも足を運ぶなど中津江とカメルーンの交流を続けている。
2003年にはカメルーン政府から「カメルーンと日本の友好関係に貢献した」として「シュバリエ勲章」が贈られた。これは、カメルーンに貢献した人物に贈られるもので、日本人の受章は初めてであった。また、同年にメヨメサラ市の市長も来日して旧中津江村を訪問している。
鯛生金山の経営などを行う財団法人中津江村地球財団理事長を2018年まで務めた。大分トリニータ後援会の会長も務める傍ら、W杯で得た経験を生かし、シンポジウムなどのパネリストとして引っ張りだこである。
2009年12月13日、経営難に陥っている大分トリニータ再建のために設立された『大分トリニータを支える県民会議』の会長に就任した。
2010年6月、南アフリカで行われる2010 FIFAワールドカップ（W杯）にカメルーン代表の応援のため現地で観戦することで話題になった。

## 経歴
- 1983年 - 中津江村議会議員当選。
- 1988年4月 - 中津江村議会議長。以後、2期8年務める。
- 1996年6月12日 - 中津江村長当選。以後、3期務める。
- 2004年12月 - 財団法人中津江村地球財団理事長就任。
- 2005年3月21日 - 中津江村が日田市に編入合併したため村長失職。
- 2005年4月23日 - 大分トリニータ後援会会長就任。
- 2009年12月13日 - 大分トリニータを支える県民会議会長就任

## 著書
- カメルーンがやってきた 中津江村長奮戦記（2002年11月、宣伝会議、ISBN 978-4883350650）